# Паризиус, Лудольф
Лудольф Паризиус (нем. Ludolf Parisius; 15 октября 1827, Гарделеген — 11 марта 1900, Берлин) — германский юрист, журналист, писатель-публицист, краевед, писатель, либеральный политический деятель, видный член Прогрессистской, потом Партии свободомыслящих.

## Биография
Изучал математику и право в университете Галле, после окончания университета служил в прусской судебной системе. В 1858—1864 годах занимал должность окружного судьи в Гарделегене и с 1859 года был членом Национальной ассоциации. Был членом Прогрессистской партии, считался её ведущим публицистом, с 1862 по 1898 год избирался в Палату представителей Пруссии. В 1864 году за подпись под избирательным воззванием Прогрессистской партии был лишён судебной должности в дисциплинарном порядке; участвовал в редактировании газет прогрессивного направления; с 1861 по 1866 год был депутатом в прусском ландтаге, с 1867 по 1887 год (с перерывом в 1877—1881 годах) — в северогерманском (до 1874 года), потом германском рейхстаге. С 1868 по 1872 год редактировал журнал «Der Volksfreund», с 1882 по 1891 год — журнал «Der Reichsfreund». В 1877—1884 годах совместно с Евгением Рихтером редактировал «Parlamentarische Korrespondenz aus der Fortschrittspartei», входил в исполнительный комитет Прогрессистской партии.
Творческое наследие Паризиуса обширно и включает в себя как юридические и политологические труды, так и сатирические политические памфлеты и художественные произведения и сборники фольклора. Самым известным его сочинением является работа «Deutschlands politische Parteien und das Ministerium Bismarck» (Берлин, 1873), остановившаяся на 1-м томе, — первая попытка строго научного, несмотря на наличность ясно выраженных политических симпатий, анализа истории и характера германских политических партий. Получила известность также его брошюра «Die deutsche Fortschrittspartei von 1861—78» (Берлин, 1879), ближе подходящая к типу политических памфлетов, но ценная по заключающемуся в ней историческому материалу, — а также «Leopold Freiherr v. Hoverbeck» (Берлин, 1897, 2 тома; биография Леопольда Ховербека), «Ein preussischer Kultusminister, der seinen Beruf verfehlt hat» (15-е издание — 1871), «Excellenz, warum so missvergnügt?» (1871; оба — против прусского министра культов Мюлера). Кроме того, издал несколько законодательных сборников с комментариями и написал романы: «Pflicht und Schuldigkeit» (Ганновер, 1873), «Ein Freiheitsmüder» (Берлин, 1873), «Im Wald und auf der Heide, Erzählungen» (Берлин, 1876), а также «Bilder aus der Altmark» (Гамбург, 1882—84); издал «Deutsche Volkslieder mit ihrem Singwesender in Altmark» (Магдебург, 1879). Две последних работы представляют собой собрания народных песен и преданий Альтмарка, что было одним из главных увлечений Паризиуса.